# 장승조
장승조(張勝祖, 본명: 장현덕, 1981년 12월 13일~ )는 2005년 뮤지컬 《청혼》으로 데뷔해 드라마, 영화, 공연 등 다양한 영역에서 활약하고 있는 대한민국의 배우이다.

## 출연 작품

### 드라마
- 2014년 OCN 일요드라마 《신의 퀴즈 4》 ... 이재준 역
- 2014년 tvN 월화드라마 《라이어 게임》 ... 김봉근 보좌관 역
- 2015년 MBC 월화 특별기획 드라마 《화정》 ... 정원군 역
- 2015년 SBS Plus 월, 수, 일 드라마 《당신을 주문합니다》 ... 케빈 역
- 2015년 MBC 수목드라마 《밤을 걷는 선비》 ... 사동세자 역
- 2015년 KBS2 주말 연속극 《부탁해요, 엄마》 ... 젊은 시절 장철웅 역
- 2015년 ~ 2016년 SBS 월화 특별기획 드라마 《육룡이 나르샤》 ... 왈짜 유생 역
- 2016년 SBS 아침 일일연속극 《내 사위의 여자》 ... 최재영 역
- 2017년 MBC 아침 일일연속극 《훈장 오순남》 ... 차유민 역
- 2017년 JTBC 금토드라마 《더 패키지》 ... 배형구 역
- 2017년 ~ 2018년 MBC 토요드라마 《돈꽃》 ... 장부천 역
- 2018년 tvN 수목드라마 《아는 와이프》 ... 윤종후 역
- 2018년 ~ 2019년 tvN 수목드라마 《남자친구》 ... 정우석 역
- 2019년 ~ 2020년 JTBC 금토드라마 《초콜릿》 ... 이준 역
- 2020년 JTBC 월화드라마 《모범형사》 ... 오지혁 역
- 2021년 JTBC 토일드라마 《설강화 : snowdrop》 ... 이강무 역
- 2022년 JTBC 금토드라마 《모범형사 2》 ... 오지혁 역
- 2023년 ENA, 지니 TV 수목드라마 《남이 될 수 있을까?》 ... 구은범 역
- 2023년 TVING 오리지널 드라마 《이재, 곧 죽습니다》 ... 이주훈 역
- 2024년 KBS 월화드라마 《멱살 한번 잡힙시다》 ... 설우재 역
- 2024년 Netflix 오리지널 드라마 《아무도 없는 숲속에서》 … 하재식 역 (특별출연)
- 2024년 tvN 단막극 《O'PENing - 아들이 죽었다》 … 강태환 역

### 영화
| 연도 | 제목                   | 역할          | 감독   | 비고 |
| ---- | ---------------------- | ------------- | ------ | ---- |
| 2001 | 보초선                 | 장일병        |        |      |
| 2004 | Happy Delivery Service | 현덕          |        |      |
| 2005 | 온 에어                | 명훈          |        |      |
| 2010 | 불량남녀               | 동렬          | 신근호 |      |
| 2017 | 침묵                   | 스튜디오 실장 | 정지우 |      |
| 2020 | 해치지않아             | 성민          | 손재곤 |      |

### 뮤지컬
- 2005년 《청혼》
- 2006년 《신데렐라 신데룰라 이야기》
- 2006년 《디노＆ 플로라》 ... 버기 역
- 2006년 《미스 사이공》
- 2007년 《웨스트 사이드 스토리》 ... 토니 역
- 2007년 《화장을 고치고》 ... 지섭 역
- 2008년 《화성에서 꿈꾸다》 ...
- 2008년 《로미오와 줄리엣》 ... 로미오 역
- 2008년 《언약의 여정》 ... 요셉 역
- 2008년 《색즉시공》 ... 달수 역
- 2009년 《이순신》 ... 소 요시토시 역
- 2009년 《청 이야기》 ... 희원 역
- 2011년 《늑대의 유혹》 ... 정태성 역
- 2011년 《쓰릴미》 ... 그 역
- 2012년 《블랙메리포핀스》 ... 한스 역
- 2012년 《셜록홈즈》 ... 아담앤더슨 역
- 2013년 《마마 돈 크라이》 ... 뱀파이어 역
- 2013년 《구텐버그》 ... 버드 역
- 2013년 《Trace U》 ... 구본하 역
- 2014년 《블러드 브라더스》 ... 에디 역
- 2014년 《구텐버그》 ... 버드 역
- 2017년 《더데빌》 ... X-Black 역
- 2019년 《킹아더》 ... 아더 역

### 연극
- 2012년 《나쁜자석》 ... 고든 역
- 2013년 《모범생들》 ... 김명준 역
- 2013년 《퍼즐》 ... 사이먼 역

## 수상 및 후보
| 연도 | 시상식                         | 부문                           | 작품               | 결과 |
| ---- | ------------------------------ | ------------------------------ | ------------------ | ---- |
| 2016 | SBS 연기대상                   | 장편드라마부문 남자 특별연기상 | 내 사위의 여자     | 후보 |
| 2017 | MBC 연기대상                   | 남자 신인연기상                | 돈꽃               | 후보 |
| 2017 | MBC 연기대상                   | 주말극부문 남자 우수연기상     | 돈꽃               | 수상 |
| 2018 | 제6회 아시아태평양 스타 어워즈 | 장편드라마부문 남자 우수연기상 | 돈꽃               | 수상 |
| 2019 | 제14회 숨피 어워즈             | 최우수조연상 남자부문          | 아는 와이프        | 후보 |
| 2024 | KBS 연기대상                   | 미니시리즈부문 남자 우수연기상 | 멱살 한번 잡힙시다 | 후보 |
| 2024 | KBS 연기대상                   | 남자 인기상                    | 멱살 한번 잡힙시다 | 후보 |